# Stojan Stojanow (zapaśnik)
Stojan Dobrew Stojanow (bg. Стоян Добрев Стоянов; ur. 12 listopada 1968 w Nowej Zagorze) – bułgarski zapaśnik walczący w stylu klasycznym. Dwukrotny olimpijczyk. Zajął jedenaste miejsce w Barcelonie 1992 i dziewiętnaste w Atlancie 1996. Walczył w kategorii 68–74 kg.
Pięciokrotny uczestnik mistrzostw świata, brązowy medalista w 1991 i czwarty w 1994. Zdobył trzy medale na mistrzostwach Europy; złoty w 1995 i 1999 roku.
- Turniej w Barcelonie 1992

Pokonał Matwaja Baranowa z Izraela, a przegrał z Attila Repką z Węgier i Ghani Yalouzem z Francji.
- Turniej w Atlancie 1996

Zwyciężył Jusufa Bukirrę z Algierii, Jaroslava Zemana z Czechosłowacji i Kim Jin-Suna z Korei Południowej a przegrał z Finem Marko Asellem, Józefem Traczem i Węgrem Tamasem Berziczą.